# 威克島秧雞
威克島秧雞（Hypotaenidia wakensis）是太平洋威克島特有的一種不能飛及已滅絕的秧雞。牠們只在威克及威爾克斯上生活。由於皮爾被100米長的水道阻隔，故牠們沒有在此島上出沒。

## 描述
威克島秧雞長22厘米，翼展8.5-10厘米，尾巴長4.5厘米，嘴峰長2.5-2.9厘米，腳長3.3-3.7厘米。牠們與菲律賓能飛行的黃領秧雞是近親。牠們的上身、冠及兩頰呈深灰褐色，下身呈淺灰褐色，腹部、胸部及兩側有白色斑紋。上頸部及下顎都是白色的，眉毛呈灰色。喙、腳及腳掌呈赤褐色。

## 生態
有關威克島秧雞生態的資料不詳。牠們於1903年羅思柴爾德進行第一次的科學描述時仍很豐富。牠們生活在橙花破布木的叢林中，取食植物的种子、軟體動物、昆蟲、蠕蟲、小型蜥蜴和寄居蟹。由於牠們的棲息地沒有天然的淡水供應，估計牠們可以忍耐不喝水。
威克島秧雞的繁殖季節於7月的示愛及交配開始，最遲於8月中築巢。巢建筑在地面上，幼鸟由成群的成鸟共同照料。牠們很好奇，若受到騷擾，可以很快的逃走。牠們的叫聲包括喀喀聲及低的顫動聲。

## 滅絕
威克島秧雞於第二次世界大戰期间被饥饿的日军士兵捕食至灭绝，暴风雨导致的洪水可能也对它们造成了一定的危害，另外，大多数学者认为鼠的捕食并不是它们灭绝的一个因素，但也有少数学者持有相反观点。
自1944年起，美軍已在中太平洋展現絕對的優勢，日本海空軍飛機與船艦大量被消滅。因此日本個別的孤島無法獲得船隻的油糧補給，威克島上的日軍面臨嚴重饑荒。日本人已經窮途末路到蒐集海鷗的蛋，或利用灌木叢的葉子做成「草餅」來充飢。而不會飛的威克島秧雞因為很易被獵捕，更是日本人缺糧下的佳餚。戰後的調查發現，威克島秧雞已全部滅絕。